# 朱軒姞
朱 軒姞（しゅ けんきつ、万暦12年7月20日（1584年8月25日） - 万暦12年12月30日（1585年1月30日））は、明の万暦帝の第5皇女。

## 経歴
万暦帝と李徳嬪の長女として生まれた。万暦12年7月20日（1584年8月25日）に生まれ、同年12月30日（1585年1月30日）死去した。仙居公主の位を追贈され、万暦13年（1585年）5月に金山に葬られた。

## 伝記資料
- 『皇第五女仙居公主墓志銘』、北京曹雪芹紀念館
- 『国榷』
- 『明神宗実録』万暦十二年巻